# Dietrich Grünewald

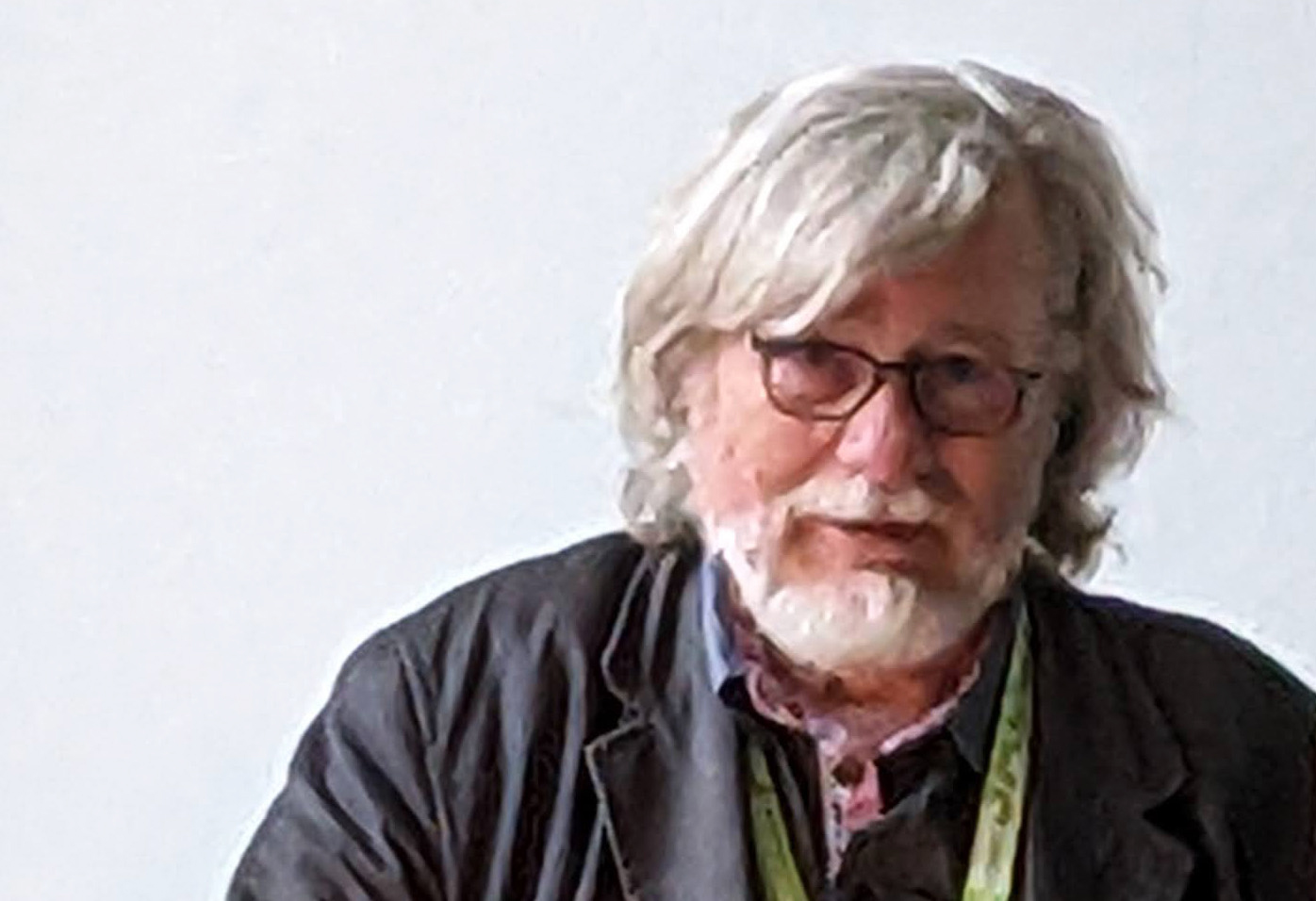
Dietrich Grünewald während eines Vortrags zur Darstellung von Juden im Comic, Erlangen 2024

Dietrich Grünewald (* 14. Dezember 1947 in Frankenberg (Eder)) ist ein deutscher Kunstdidaktiker und bedeutender Vertreter der Comicforschung. Bis zu seiner Emeritierung 2013 hatte er mehrere Lehrstühle für Kunstdidaktik.
Er studierte ab 1969 Kunst und Deutsch auf Lehramt an der Justus-Liebig-Universität Gießen und absolvierte das erste Staatsexamen. 1976 wurde Grünewald promoviert, die Dissertation hatte das Thema Zur didaktischen Relevanz von Satire und Karikatur. Dargestellt am Beispiel der satirischen Zeitschrift “Eulenspiegel/Roter Pfeffer” 1928 – 1933. Nach Abschluss des zweiten Staatsexamens war er kurzzeitig als Lehrer tätig.
Ab 1977 hatte Grünewald einen Lehrauftrag für Bildgeschichte am Institut für Jugendbuchforschung der J.W.-Goethe-Universität, den er bis 1990 ausfüllte. Ab 1978 war er außerdem im Hochschuldienst der Universität Dortmund tätig, hier vor allem im Bereich der Kunstdidaktik. 1980 wurde er hier habilitiert. Dem schlossen sich mit der Verleihung des apl. Professor 1985 diverse Lehrtätigkeiten an den Universitäten Frankfurt am Main, Gießen und Münster an. Von 1986 bis 1990 war er Bundesvorsitzender des Bund Deutscher Kunsterzieher (BDK) und zuvor von 1976 bis 1978 bereits deren Landesvorsitzender in Hessen. 1995 folgte er dem Ruf an die Universität Koblenz-Landau auf die C4-Professur für Kunstdidaktik/Kunst und Kunsttheorie des 20. Jahrhunderts und der Gegenwart. 2013 wurde er emeritiert.
Grünewald ist einer der Mitherausgeber der Zeitschrift Kunst und Unterricht. 2005 war er Gründungsmitglied der Gesellschaft für Comicforschung und von da an deren Vorsitzender bis 2013.
Zu seinen Forschungsschwerpunkten gehört neben der Kunstdidaktik die wissenschaftliche Bearbeitung von Comics, Karikaturen und Bildgeschichten. Darüber hinaus forscht er zu den Bereichen Museumspädagogik und Papiertheater.

## Bibliografie (Auswahl)
- Karikatur im Unterricht: Geschichte, Analysen, Schulpraxis, Weinheim, Basel, Beltz 1979
- Comics. Kitsch oder Kunst? Die Bildgeschichte in Analyse und Unterricht. Ein Handbuch zur Comic-Didaktik, Weinheim, Basel, Beltz 1982
- Wie Kinder Comics lesen: eine Untersuchung zum Prinzip Bildgeschichte, seinem Angebot und seinen Rezeptionsanforderungen sowie dem diesbezüglichen Lesevermögen und Leseinteresse von Kindern, Frankfurt am Main, dipa 1984
- Lyrik und Illustration: zur Erfahrung d. "ästhet. Prozesses" u. seiner Brauchbarkeit für Unterricht, Mainz, ILF 1987
- Prinzip Bildgeschichte, Köln, Vista Point 1989 [Material für Unterricht: 24 Dias mit Textheft]
- Vom Umgang mit Comics, Berlin, Volk und Wissen 1991
- Vom Umgang mit Papiertheater, Berlin, Volk und Wissen 1993
- Comics, Tübingen, Niemeyer 2000
- Politische Karikatur: zwischen Journalismus und Kunst, Weimar 2002
- Loriot und die Zeichenkunst der Ironie, Berlin, Christian A. Bachmann Verlag 2019
- Abstraktion und Bildgeschichte : abstrakt? abstrakt!, Berlin, Christian A. Bachmann Verlag 2021

Herausgeberschaft:
- Kinder- und Jugendmedien: Ein Handbuch für die Praxis, Weinheim, Basel, Beltz 1984
- Politische Karikatur: Zwischen Journalismus und Kunst, Weimar, VDG 2002
- Comic-Kunst: Vom Weberzyklus zum Bewegten Mann. Deutschsprachige Bildgeschichten des 20. Jahrhunderts, Katalog Mittelrhein-Museum Koblenz 2004
- Struktur und Geschichte der Comics. Beiträge zur Comicforschung, Bochum, Essen, Bachmann 2010
- Der dokumentarische Comic. Reportage und Biografie, Essen, Bachmann 2013
- Visuelle Satire. Deutschland im Spiegel politisch-satirischer Karikaturen und Bildergeschichten, Berlin, Bachmann 2016
- Studien zur Geschichte des Comic, Berlin, Bachmann 2022